# 후지와라노 다다후사
후지와라노 다다후사(일본어: 藤原忠房)는 일본 중고36가선중 한명이다. 헤이안(平安) 전기의 정신(廷臣)이자 무악가(舞樂家), 가인(歌人)이었다. 우경대부(右京大夫)를 지낸 후지와라노 고쓰구(藤原興嗣|ふじわらの こうつぐ)를 아버지로 두었다.
엔기(延喜|えんぎ)22년 (922년)에 야마토노카미(大和守), 엔초(延長|えんちょう)3년 (925년)에는 종4위상(従四位上), 야마시로노카미(山城守)를 거쳤으며 엔쵸 4년 (926년)에는 우경대부(右京大夫)를 지냈다. 그로부터 3년 후에 숨을 거두었다.
일설에 의하면 아악(雅楽)에 소질이 빼어났다고 한다. 아버지를 따라 비파를 잘 연주하였다고 전해진다. 직접 무곡(舞曲)도 작곡했다고 전해진다.
칙찬 와카집(勅撰和歌集)에 17수(首)가 정리 되어있다.